# Chicago XIV
Chicago XIV is het twaalfde studioalbum van de Amerikaanse band Chicago en tevens hun laatste onder contract van Columbia. Chicago XIV werd opgenomen en uitgebracht in 1980, toen de belangstelling voor de band tanende was; met minder dan 500.000 verkochte exemplaren (in Amerika goed voor goud) werd het als een commerciële flop beschouwd. Het album was tevens het laatste met percussionist Laudir de Oliveira in de gelederen.  

## Achtergrond
Na het eveneens teleurstellend onthaalde Chicago 13 (met de latere dance-sample Streetplayer) en het vertrek van gitarist Donnie Daucus besloot Chicago om het roer om te gooien. Chris Pinnick speelde de gitaarpartijen in tijdens de sessies, alvorens hij in vaste dienst trad. Ook kwam er een nieuwe producer; Tom Dowd, die eerder met Aretha Franklin, Cream en Eric Clapton had gewerkt. Met Dowd achter de knoppen verruilde Chicago de discoklanken van het vorige album voor een gestroomlijnder geluid, mogelijk bedoeld als reactie op de heersende new wave-trends. Het uiteindelijke album, dat naar goed gebruik de titel Chicago XIV kreeg, was hun minst georkestreerde tot dan toe.

## Hoesontwerp
De albumhoes, ontworpen door Columbia/CBS-artdirector John Berg, toont zowel aan de voor- als achterkant een zwarte vingerafdruk op een witte achtergrond. Voorop is het Chicago-logo nog net zichtbaar in het lijnenspel. Zelfde verhaal met de levensgrote duimafdruk op de binnenhoes bij de credits. Ook staan er vier vingerafdrukken op hetzelfde formaat. Het ontwerp kreeg nog een nominatie bij de Grammy Awards en was in 2012-2013 in East Hampton te zien in een overzichtstentoonstelling met platenhoezen van Berg. Daarna kreeg het een vaste plek in de collectie van het New Yorkse Museum of Modern Art.

## Ontvangst en verder verloop
Met viereneenhalf van de tien nummers kreeg zanger/bassist Peter Cetera als songschrijver een grotere rol dan in het verleden het geval was. Zijn composities waren een mix van ballads en pop-/rocknummers. Zanger/pianist Robert Lamm leverde de rockers Manipulation en I'd Rather Be Rich (afkomstig uit 1975) plus het met drummer Danny Seraphine geschreven Thunder and Lightning. Trombonist James Pankow droeg het uptempo, zij het in downbeat gespeelde The American Dream. Voor het platenkopende publiek had Chicago anno 1980 afgedaan, en toen het nieuwe album uitkwam werd al snel duidelijk dat elke poging om nieuwe fans te veroveren tot mislukken gedoemd was.
Columbia was zwaar teleurgesteld in de matige verkoopcijfers; Chicago XIV ging geruisloos ten onder en kwam in de Amerikaanse albumlijst niet verder dan een 71e plaats. Van de twee singles, Thunder and Lightning en Song For You haalde alleen eerstgenoemde een top 100-notering. Ook de Chicago XIV-tournee voerde grotendeels langs niet-uiverkochte zalen. De relatie was dusdanig verziekt dat Columbia geen andere keus had dan Chicago uit te kopen voor ca. 2 miljoen dollar. 
Robert Lamm zei hierover in 1982; "In hun ogen was de lol eraf; vooral nadat Jeff Wald, onze manager in 1978-1979, hen had gedwongen om een multimiljoenencontract te tekenen waarbij zij voor elk album dat we maakten een miljoen dollar moesten ophoesten. CBS heeft dat geld bij lange na niet terugverdiend en wilde van dat contract af. Sterker nog, ze hebben ons betaald om te vertrekken."
Nadat het contract voortijdig was ontbonden bracht  Columbia nog een tweede Greatest Hits-album van Chicago. Van de schikking die de band kreeg werd in eigen beheer Chicago 16 opgenomen en uitgebracht op Warner. Voor percussionist Laudir de Oliveria was het moment van vertrekken aangebroken; zijn latin-/jazzklanken, die een prominente rol speelden op de platen uit de tweede helft van de jaren zeventig, bleken niet bij het nieuwe pop-georiënteerde geluid te passen. Peter Cetera werkte tijdens deze overgangsperiode aan zijn eerste soloalbum.
In 2003 werd Chicago XIV in geremasterde vorm heruitgebracht op Rhino met drie bonusnummers die destijds waren afgevallen; Doin' Business (in 1991 voor het eerst te horen op de 4cd-verzamelaar Group Portrait), Live It Up en Soldier of Fortune.

## Tracklijst
| Nr. | Titel                   | Lead vocals          | Duur |
| --- | ----------------------- | -------------------- | ---- |
| 1.  | Manipulation            | Robert Lamm          | 3:45 |
| 2.  | Upon Arrival            | Peter Cetera en Lamm | 3:48 |
| 3.  | Song for You            | Cetera               | 3:41 |
| 4.  | Where Did the Lovin' Go | Cetera               | 4:06 |
| 5.  | Birthday Boy            | Cetera               | 4:55 |

| Nr. | Titel                 | Lead vocals    | Duur |
| --- | --------------------- | -------------- | ---- |
| 6.  | Hold On               | Cetera         | 4:15 |
| 7.  | Overnight Cafe        | Cetera         | 4:19 |
| 8.  | Thunder and Lightning | Cetera en Lamm | 3:32 |
| 9.  | I'd Rather Be Rich    | Lamm           | 3:08 |
| 10. | The American Dream    | Cetera         | 3:19 |

| Nr. | Titel              | Lead vocals | Duur |
| --- | ------------------ | ----------- | ---- |
| 11. | Doin' Business     | Lamm        | 3:31 |
| 12. | Live It Up         | Cetera      | 3:23 |
| 13. | Soldier of Fortune | Lamm        | 3:50 |

## Personeel

### Chicago
- Peter Cetera – bassist, lead- en achtergrondzanger
- Laudir de Oliveira – percussionist
- Robert Lamm – keyboardspeler, lead- en achtergrondzanger
- Lee Loughnane – trompettist
- James Pankow – trombonist
- Walter Parazaider – houtblazer
- Danny Seraphine – drummer

### Gastmuzikanten
- Ian Underwood – keyboardspeler
- David "Hawk" Wolinski – keyboardspeler
- Mark Goldenberg – gitarist
- Chris Pinnick – gitarist